# Borsuki (rejon głębocki)
Borsuki (biał. Барсукі; ros. Барсуки) – wieś na Białorusi, w obwodzie witebskim, w rejonie głębockim, w sielsowiecie Zalesie.

## Historia
W czasach zaborów wieś w gminie Ihumenowo, w powiecie dzisieńskim, w guberni wileńskiej Imperium Rosyjskiego.
Obecna wieś Borsuki składa się z dwóch miejscowości o tej samej nazwie.
W latach 1921–1945 wsie Borsuki leżały w Polsce, w województwie wileńskim, w powiecie dziśnieńskim, w gminie Hermanowicze, a drugie Borsuki w gminie Zalesie.
Według Powszechnego Spisu Ludności z 1921 roku:
- Borsuki (gmina Hermanowicze) zamieszkiwało 79 osób, wszystkie były wyznania prawosławnego i zadeklarowały białoruską przynależność narodową. Było tu 13 budynków mieszkalnych[3]. W 1931 w 13 domach zamieszkiwało 68 osób[4].
- Borsuki (gmina Zalesie) zamieszkiwało 41 osób, 4 były wyznania rzymskokatolickiego a 37 prawosławnego. Jednocześnie wszyscy mieszkańcy zadeklarowali białoruską przynależność narodową. Było tu 7 budynków mieszkalnych[3]. W 1931 w 8 domach zamieszkiwały 52 osoby[4].

Wierni należeli do parafii prawosławnej w Szkuncikach. Miejscowość podlegała pod Sąd Grodzki w Głębokiem i Okręgowy w Wilnie; właściwy urząd pocztowy mieścił się w Hermanowiczach.
W wyniku napaści ZSRR na Polskę we wrześniu 1939 miejscowość znalazła się pod okupacją sowiecką. 2 listopada została włączona do Białoruskiej SRR. Od czerwca 1941 roku pod okupacją niemiecką. W 1944 miejscowość została ponownie zajęta przez wojska sowieckie i włączona do Białoruskiej SRR.
Od 1991 w składzie niepodległej Białorusi.